# Sing When You’re Winning
Sing When You’re Winning ist das dritte Studioalbum des Popmusikers Robbie Williams und wurde am 25. August 2000 veröffentlicht. Das Album entstand in Zusammenarbeit mit dem Produzenten und Songwriter Guy Chambers und war ein großer kommerzieller Erfolg. Der Titel  ist der Refrain eines bekannten Fußball-Gesangs.
Das Cover des Albums zeigt eine Fotomontage. Robbie Williams ist hier in verschiedenen Posen als Fußballer in einem Stadion zu sehen, so dass der Eindruck entsteht, es sei eine jubelnde Mannschaft zu sehen.

## Titelliste
| Track | Titel                   | Länge (in Minuten) |
| ----- | ----------------------- | ------------------ |
| 01    | Let Love Be Your Energy | 4:06               |
| 02    | Better Man              | 3:22               |
| 03    | Rock DJ                 | 4:18               |
| 04    | Supreme                 | 4:18               |
| 05    | Kids                    | 4:46               |
| 06    | If It's Hurting You     | 4:10               |
| 07    | Singing for the Lonely  | 4:31               |
| 08    | Love Calling Earth      | 4:05               |
| 09    | Knutsford City Limits   | 4:45               |
| 10    | Forever Texas           | 3:37               |
| 11    | By All Means Necessary  | 4:01               |
| 12    | The Road to Mandalay    | 3:18               |

## Kritiken
Williams erntete für sein drittes Album überwiegend positive Kritik.
Das Magazin Rolling Stone schrieb im Oktober 2000, Williams und Chambers demonstrierten auf dem Album ihr Gespür für Melodien und ihren Mut in stilistischen Fragen. Dabei bediene sich Williams in der Pop-Geschichte, er wandele sich von einem Boygroup-Sänger zu einem Pop-Experten. Zudem bezeichnete das Magazin Williams als den Top-Entertainer Englands.

## Singleauskopplungen
| Jahr | Titel                         | Höchstplatzierung, Gesamtwochen, AuszeichnungChartplatzierungen (Jahr, Titel, , Platzierungen, Wochen, Auszeichnungen, Anmerkungen) | Höchstplatzierung, Gesamtwochen, AuszeichnungChartplatzierungen (Jahr, Titel, , Platzierungen, Wochen, Auszeichnungen, Anmerkungen) | Höchstplatzierung, Gesamtwochen, AuszeichnungChartplatzierungen (Jahr, Titel, , Platzierungen, Wochen, Auszeichnungen, Anmerkungen) | Höchstplatzierung, Gesamtwochen, AuszeichnungChartplatzierungen (Jahr, Titel, , Platzierungen, Wochen, Auszeichnungen, Anmerkungen) | Anmerkungen                                                                            |
| Jahr | Titel                         | DE | AT | CH | UK | Anmerkungen                                                                            |
| ---- | ----------------------------- | --- | --- | --- | --- | -------------------------------------------------------------------------------------- |
| 2000 | Rock DJ                       | DE9 (12 Wo.)DE | AT7 (11 Wo.)AT | CH9 (22 Wo.)CH | UK1 (24 Wo.)UK | Erstveröffentlichung: 31. Juli 2000                                                    |
| 2000 | Kids                          | DE47 (9 Wo.)DE | — | CH35 (14 Wo.)CH | UK2 (20 Wo.)UK | Erstveröffentlichung: 9. Oktober 2000 mit Kylie Minogue                                |
| 2000 | Supreme                       | DE14 (13 Wo.)DE | AT3 (17 Wo.)AT | CH4 (29 Wo.)CH | UK4 (13 Wo.)UK | Erstveröffentlichung: 11. Dezember 2000                                                |
| 2001 | Let Love Be Your Energy       | DE68 (3 Wo.)DE | AT54 (6 Wo.)AT | CH56 (7 Wo.)CH | UK10 (16 Wo.)UK | Erstveröffentlichung: 9. April 2001                                                    |
| 2001 | Eternity/The Road to Mandalay | DE7 (19 Wo.)DE | AT9 (18 Wo.)AT | CH10 (27 Wo.)CH | UK1 (22 Wo.)UK | Erstveröffentlichung: 9. Juli 2001                                                     |
| 2001 | Better Man                    | — | — | — | — | Erstveröffentlichung: 22. Oktober 2001 nur in Australien und Neuseeland veröffentlicht |

Die Single-Auskopplungen Rock DJ, Kids und Eternity/The Road to Mandalay konnten sich übermäßig gut in den europäischen Single-Charts platzieren. Vor allem das umstrittene Musikvideo zu Rock DJ erregte die Aufmerksamkeit der Öffentlichkeit, da sich Williams per Computeranimation die Haut vom Körper entfernen ließ, bis er nur noch als Skelett zu sehen war. Auch die gemeinsame Single mit Kylie Minogue war ein großer Erfolg. Mit Eternity / Road to Mandalay schaffte es Williams erneut an die Spitze der britischen Charts.

## Kommerzieller Erfolg

### Chartplatzierungen
| ChartsChartplatzierungen       | Höchstplatzierung | Wochen |
| ------------------------------ | ----------------- | ------ |
| Deutschland (GfK)              | 1 (105 Wo.)       | 105    |
| Österreich (Ö3)                | 4 (47 Wo.)        | 47     |
| Schweiz (IFPI)                 | 2 (62 Wo.)        | 62     |
| Vereinigte Staaten (Billboard) | 110 (4 Wo.)       | 4      |
| Vereinigtes Königreich (OCC)   | 1 (77 Wo.)        | 77     |

| ChartsJahrescharts (2000) | Platzierung |
| ------------------------- | ----------- |
| Deutschland (GfK)         | 30          |
| Schweiz (IFPI)            | 47          |

| ChartsJahrescharts (2001) | Platzierung |
| ------------------------- | ----------- |
| Deutschland (GfK)         | 7           |
| Österreich (Ö3)           | 19          |
| Schweiz (IFPI)            | 31          |

Sing When You’re Winning verkaufte sich vor allem in Großbritannien und Deutschland sehr gut, was Williams Superstar-Status deutlich untermauerte. Auch erzielte er erstmals Erfolge in Argentinien, Australien und Neuseeland, was ihm ein breiteres Zuhörer-Spektrum bescherte.

### Auszeichnungen für Musikverkäufe
| Land/Region                  | Auszeichnungen für Musikverkäufe (Land/Region, Auszeichnung, Verkäufe) | Verkäufe    |
| ---------------------------- | ---------------------------------------------------------------------- | ----------- |
| Argentinien (CAPIF)          | 2× Platin                                                              | 80.000      |
| Australien (ARIA)            | 3× Platin                                                              | 210.000     |
| Belgien (BRMA)               | Platin                                                                 | (50.000)    |
| Chile (IFPI)                 | Silber                                                                 | 7.500       |
| Dänemark (IFPI)              | Platin                                                                 | (50.000)    |
| Deutschland (BVMI)           | 3× Gold                                                                | (450.000)   |
| Europa (IFPI)                | 4× Platin                                                              | 4.000.000   |
| Finnland (IFPI)              | Gold                                                                   | (21.905)    |
| Frankreich (SNEP)            | Gold                                                                   | (100.000)   |
| Golf-Kooperationsrat (IFPI)  | Gold                                                                   | 3.000       |
| Hongkong (IFPI/HKRIA)        | Gold                                                                   | 10.000      |
| Irland (IRMA)                | 11× Platin                                                             | (165.000)   |
| Italien (FIMI)               | Platin                                                                 | (100.000)   |
| Kanada (MC)                  | Gold                                                                   | 50.000      |
| Mexiko (AMPROFON)            | Gold                                                                   | 75.000      |
| Neuseeland (RMNZ)            | 9× Platin                                                              | 135.000     |
| Niederlande (NVPI)           | Platin                                                                 | (80.000)    |
| Norwegen (IFPI)              | Gold                                                                   | (25.000)    |
| Österreich (IFPI)            | Gold                                                                   | (25.000)    |
| Schweden (IFPI)              | Platin                                                                 | (80.000)    |
| Schweiz (IFPI)               | Platin                                                                 | (50.000)    |
| Singapur (RIAS)              | Gold                                                                   | 7.500       |
| Spanien (Promusicae)         | Gold                                                                   | (50.000)    |
| Taiwan (RIT)                 | Platin                                                                 | 50.000      |
| Thailand (TECA)              | Gold                                                                   | 20.000      |
| Vereinigtes Königreich (BPI) | 8× Platin                                                              | (2.400.000) |
| Insgesamt                    | 1× Silber · 12× Gold · 45× Platin ·                                    | 4.648.000   |

Hauptartikel: Robbie Williams/Auszeichnungen für Musikverkäufe